# Ký sinh bậc cao

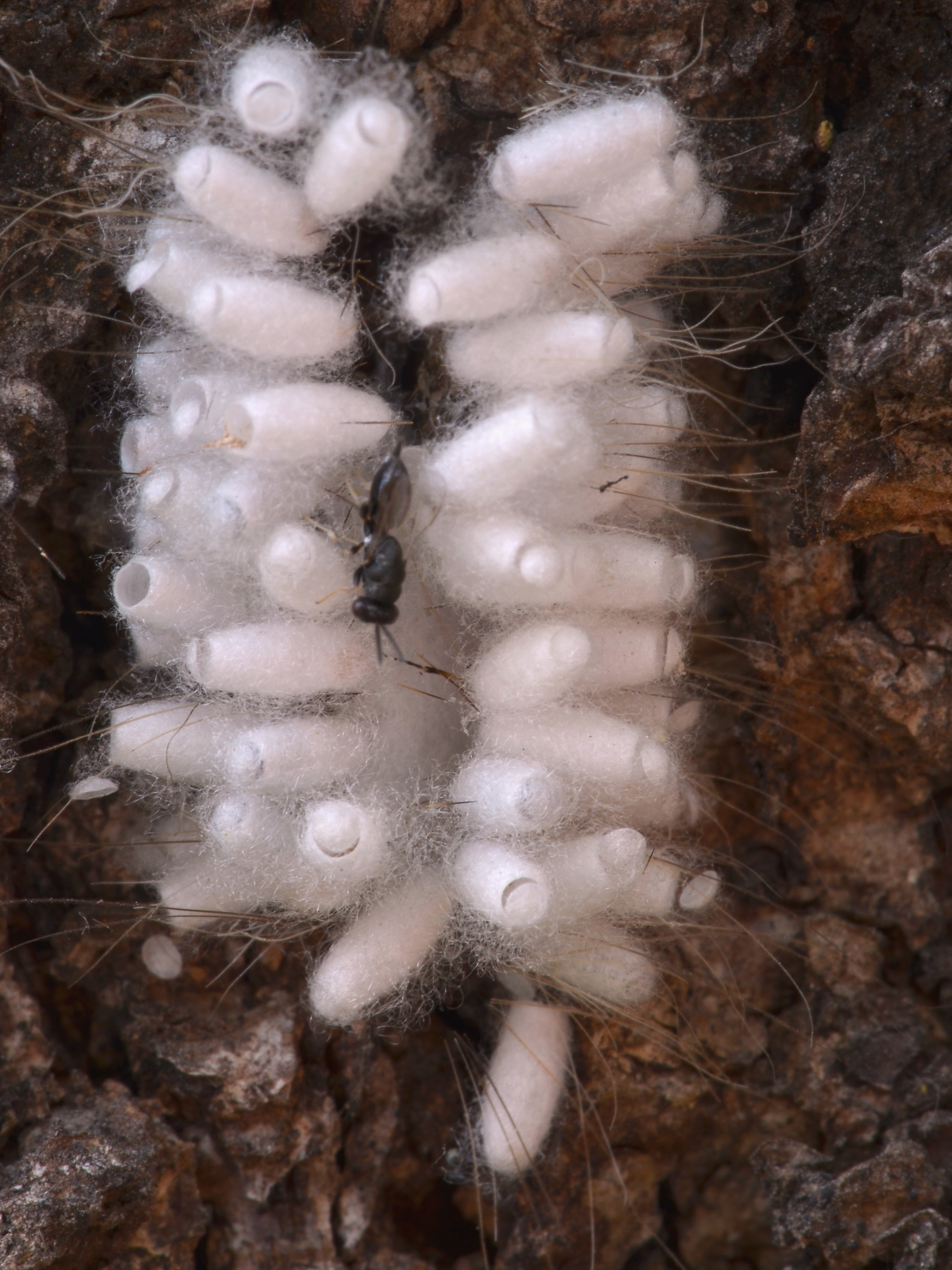
Ong đỏ (chalcid wasp) (fam. Pteromalidae) ký sinh trên các kén của vật chủ là một con ong braconid (phân họ Microgastrinae), mà nó lại là có dạng ký sinh trên Lepidoptera.

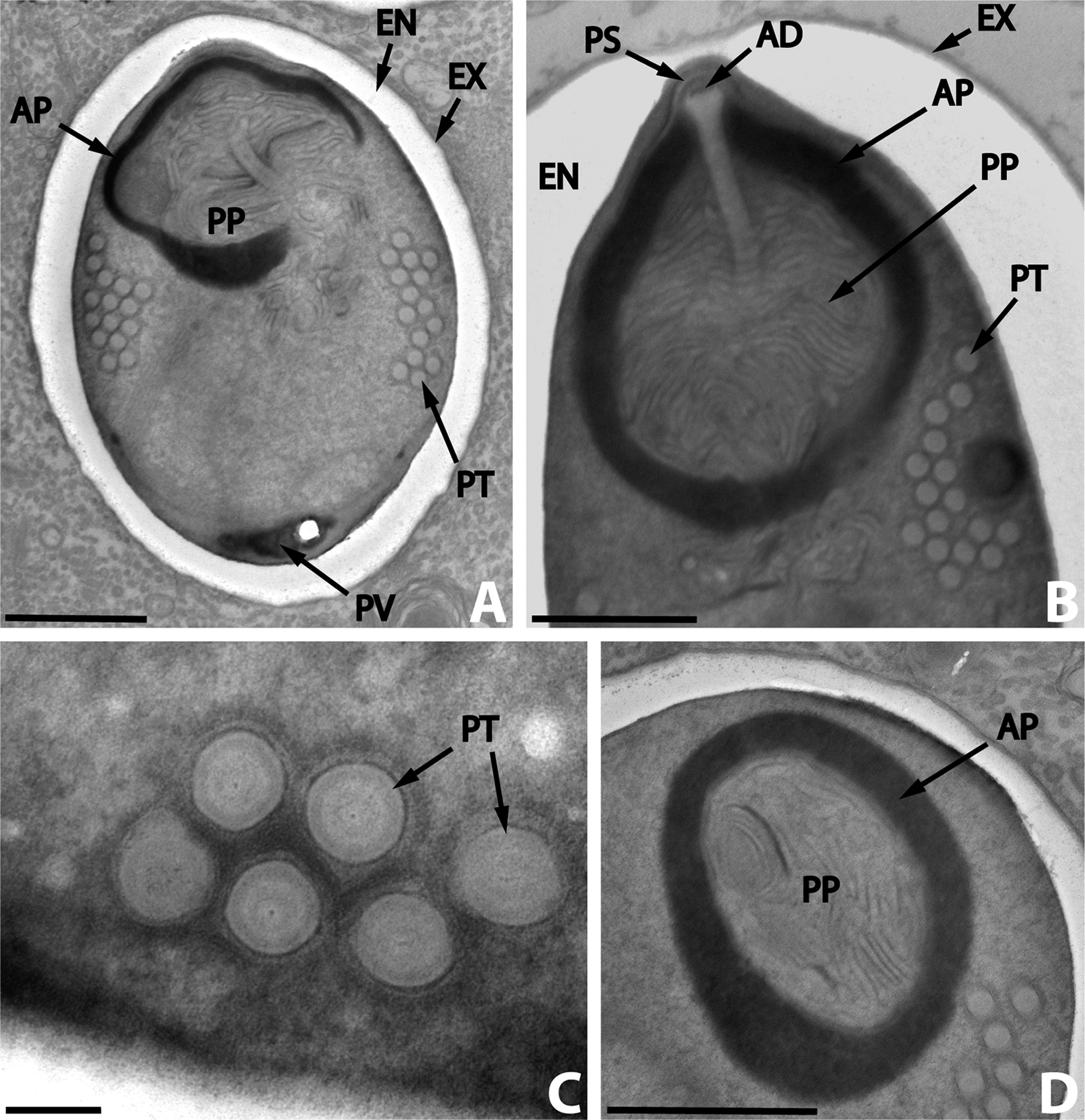
Một loài ký sinh bậc cao microsporidia là Nosema podocotyloidis, ký sinh của một digenea là Podocotyloides magnatestis, mà chính nó lại là ký sinh của cá Parapristipoma octloatum

Trong sinh học ký sinh bậc cao (tiếng Anh: hyperparasite) là thể ký sinh mà vật chủ của nó lại cũng là một thể ký sinh trên một vật chủ khác.
Hình thức ký sinh này đặc biệt phổ biến đối với ký sinh trùng côn trùng và nấm .

## Các bậc ký sinh
Ký sinh bậc hai (hyperparasite) là trường hợp có hai bậc vật chủ. Nếu có nhiều bậc hơn, thì là ký sinh bậc cao thật sự (Hyperhyperparasite).
Thuật ngữ này được sử dụng lỏng lẻo hơn để chỉ các loài Có dạng ký sinh (parasitoid), được gọi là hyperparasitoid, và được xem như là một trong sáu chiến lược tiến hóa trong ký sinh, mà ký chủ là ký sinh trùng hoặc có dạng ký sinh.
Một nghiên cứu điển hình về hyperparasitoid là bướm trắng bắp cải nhỏ Pieris rapae. Ấu trùng P. rapae bị ký sinh bởi ấu trùng của ong Cotesia glomerata và C. rubecula, và cả hai loài này đều bị ký sinh bởi Lysibia nana .
Ký sinh bậc cao (Hyperhyperparasite) đã được quan sát thấy, cụ thể là loài nấm này ký sinh trên loài nấm khác, mà loài này lại ký sinh trên một loài nấm ký sinh ở trên cây .